# Marie Cibulkové
Marie Cibulkové (v letech 1900–1940 a 1945–1948 Libušina, za okupace Rožmberská) je ulice v Praze 4-Nuslích. Od roku 1948 se jmenuje po odbojářce Marii Cibulkové která byla 11. října 1944 popravena ve věku 56 let v Drážďanech (která bydlela v sousední ulici – v Sinkulově ulici je pamětní deska, která o tom zpravuje). Ulice vede směrem od Vyšehradu (Jedličkova ústavu) k náměstíčku pod kostelem sv. Pankráce, souběžně se sousední ulicí Na Pankráci. V ulici se nachází výrobna křupek Delta (č. 21) a dva hotely (Vyšehrad a Coronet). Nedaleko se na jednom z podolských schodišť nachází studánka Topolka.

## Ve filmu
Náměstíčko pod kostelem sv. Pankráce i ulice Marie Cibulkové je k vidění v černobílém válečném filmu Maratón (1968) – jednak scéna rozdávání zbraní (před domem Marie Cibulkové 18), jednak v posledních minutách filmu, kdy tank řízený Vladimírem Menšíkem přijíždí k domu, v němž se skrývá ozbrojený německý voják (tento dům je však ve skutečnosti jinde).

## Plaketa věnovaná památce Marie Cibulkové

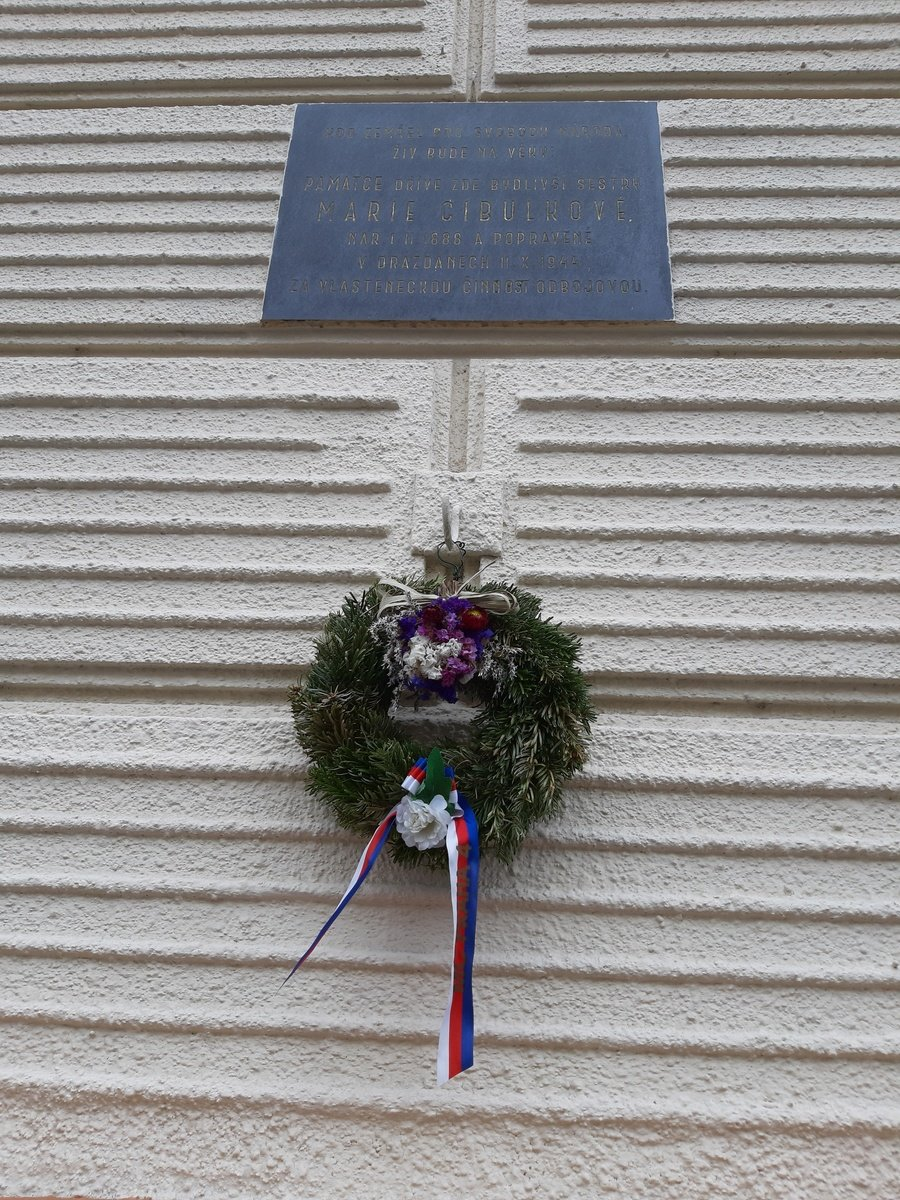
Památeční plaketa.
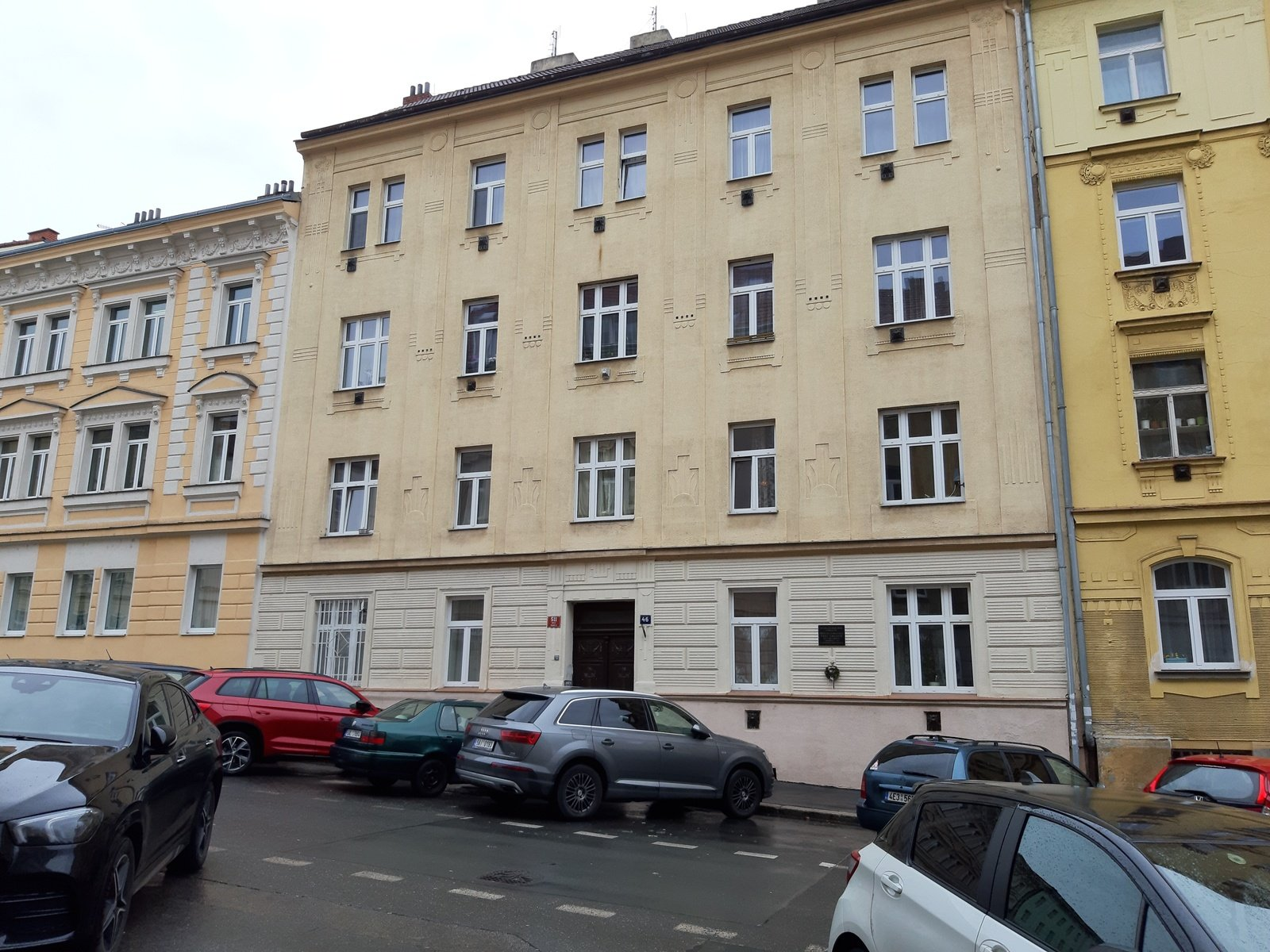
Na tomto domě se plaketa nachází.

## Sousední ulice
- Sinkulova
- Na Topolce
- Na Pankráci
- Štětkova
- Mikuláše z Husi
- U Jedličkova ústavu
- Na Bučance